# Arnold Droz-Farny
Arnold Droz-Farny   (La Chaux-de-Fonds, 12 de febrer de 1856 - Porrentruy, 14 de gener de 1912) va ser un matemàtic suís, conegut pel teorema que porta el seu cognom.

## Vida i Obra
Arnold Droz va canviar el seu cognom quan ja era adult en casar-se amb Lisa Farny. Va estudiar al institut de Neuchâtel i després a l'Escola Tècnica Superior de Stuttgart i a la universitat de Múnic. Després de graduar-se en matemàtiques a Múnic, va començar a donar classes en una escola privada. Aviat, però, el 1880, va ser nomenat catedràtic de matemàtiques del Lycée Cantonal de Porrentruy, on va romandre fins al 1908 quan la seva mala salut el va obligar a retirar-se.
En el món matemàtic és conegut per un teorema, el teorema de la línia de Droz-Farny, enunciat per ell mateix el 1899, sense demostració, en la resposta a la pregunta 14111 de la revista The Educational Times.
Droz-Farny també va ser un gran col·leccionista aficionat de numismàtica que va publicar algun article amb ressenyes històriques de determinades monedes o medalles; després de la seva mort, va donar la seva col·lecció a les autoritats cantonals.